# Zile reci (film)
Zile reci  (titlul original: în maghiară Hideg napok) este un film dramatic maghiar, realizat în 1966 de regizorul András Kovács, 
după romanul Zile geroase din 1964 al scriitorului Tibor Cseres, inspirat dintr-o dramă istorică reală.
În timpul premierei filmului, acesta a stârnit un intens interes, întrucât subiectul său a fost un eveniment istoric trecut în tăcere, rușinos, masacrul de la Novi Sad. Deși filmul este încă important din punct de vedere al istoriei nerostite, modul de prelucrare a lui este actual și din punct de vedere cinematografic: în locul narațiunii lineare tradiționale, „mutarea accentului de la un simplu eveniment istoric la o constrângere morală de a spune, de confruntare cu trecutul”.
Povestea din film poate fi rezumată simplu: patru participanți la masacru, care așteaptă verdictul instanței într-o celulă comună, își amintesc de zilele reci, justifică și se autojustifică, de parcă ar fi propriii avocați ai apărării. 
Protagoniștii filmului sunt actorii Zoltán Latinovits, Gyula Benkő, Iván Darvas și Ádám Szirtes. 

## Conținut
În 1946, trei bărbați așteaptă în închisoare verdictul, care investighează rolul lor în masacrul de la Novi Sad din 1942. Într-o zi, este adus în celula lor un nou deținut, caporalul Szabó, cu care încep să vorbească despre fiecare dintre ei ce a făcut în cele trei zile ale masacrului. Discuția lor culminează cu tragedia soției maiorului Büky. Maiorul Büky trăiește cu impresia că soția sa a fost luată de germani în a treia zi a masacrului, pentru a fi folosită ca martor în proces, dovedind că ei, nemții, nu au nicio legătură cu excesele soldaților maghiari. Cu toate acestea, discuția dezvăluie exact ce s-a întâmplat cu soarta femeii.
După cum se dovedește, colonelul Grassy le-a interzis soldaților maghiari să aducă familia cu ei la Novi Sad, dar din gelozie, doamna Büky a călătorit cu copilul ei urmându-și soțul. Maiorul Büky s-a cazat la gazda sa Edit, împreună cu o evreică, soția sa antisemită devenind geloasă. Pe parcursul șederii acolo, ea s-a împrietenit curând cu Edit și cu Milena care locuia în curtea casei, ajutând-o de multe ori pe Edit. Maiorul Büky nu a jucat un rol mai serios în timpul ocupației, petrecându-și cea mai mare parte a timpului în locuința și la sediul comandamentului, fără nicio influență asupra a ceea ce s-a întâmplat în zonă.
Generalul-maior Tarpataki a fost numit doar întâmplător comandantul gării locale pe timpul raziei. Treaba lui era să verifice pasagerii care coborau din trenurile care soseau și persoanele suspecte să le trimită în detenție. Tarpataki a încercat să facă tot ce i-a stat în putință pentru a lăsa cat mai multi oameni să meargă acasă, localnicii de exemplu. Chiar a cerut ajutorul casieriței garii și cei pe care ea îi cunoștea, le-a dat drumul. Chiar și pe conducătorul rezistenței locale sârbe, Zsarko, l-a salvat, cel puțin temporar.
Prima zi a raziei a fost în mare parte fără evenimente, cu grupa alcătuită de caporalul Dorner, al cărui membru era și Szabó, în loc să patruleze, s-au adăpostit de frig peste noapte, la liceul în care erau închiși suspecții selectați la gară. În această zi, un polițist a împușcat-o pe casierița care îl ajutase pe Tarpatak, doar pentru că a considerat-o că este partizan, dar femeia nu a pățit nimic în afară de câteva răni. La miezul nopții, Grassy ține o ședință cu ofițerii, în care conturează strategia pentru următoarele zile: inamicul a fugit la oraș și păcălește autoritățile maghiare cu legitimații false, așa că se ordonă ca toate persoanele suspecte trebuie să fie pe loc împușcate. Potrivit legii proporției, cetnicii trebuie să fie printre ei și se știe că dușmanul nu este alcătuit doar din sârbii, ci și din evrei. Tarpataki vorbește cu locotenent-colonelul Kászoni, care se opune acțiunilor lui Grassy și ca atare evadează din oraș.
După ședință, grupa lui Dorner este mânată forțat la patrulare dar din cauza frigului tăios, aceștia încep să intre forțat în casele civililor și să ceară măncare și țuică. Dorner execută familia unui electrician mahiar, pentrucă i-a amenințat că îi va reclama a doua zi. Electricianul supraviețuiește împușcăturii și a doua zi depune plângere la maiorul Büky. Acesta merge la superiorul său Grassy să relateze cazul și să-i ceară detașarea familiei sale din oraș, însă colonelul îl face de ocară zicând că nu poate să-l ia pe Dorner la răspundere deoarece aceasta ar demoraliza ceilalți soldați, astfel Büky nu mai poate exprima cererea în legătură cu familia sa. 
Încep execuțiile, iar electricianul este și el împușcat și împins într-o copcă făcută pe Dunărea înghețată. Grassyi îi ordonă lui Tarpatak să nu mai trimită mai mulți civili în captivitate, ci să-i execute pe toți. În schimb, Tarpataki cere oprirea traficului feroviar, dar Grassy refuză și în cele din urmă îl înlocuiește pe motivul că refuză să execute ordinele. Büky încearcă să-și evacueze familia, pe Edith și Milena din oraș, dar la gară este văzut de Grassy care îl cheamă la el și îl duce la comandament. Büky află mai târziu de la ordonanța sa că familia și Edith au fost escortate înapoi la cazarea lor. Grassy vorbește cu sergentul Pozdor, care a livrat rom și ceai soldaților din zonă și îi dă instrucțiuni să ajute la transportul oamenilor care urmează să fie executați, la Dunăre.
În a treia zi din timpul raziei, grupa lui Pozdor ajung la Büky și o iau pe Edith și Milena cu ei. Doamna Büky li se alătură, având încredere că, în calitate de soție a maiorului Büky, va reuși să o elibereze pe Edith. Cele trei femei intră sub supravegherea grupei lui Dorner, care aruncă gheața în aer făcându-și propriile copci pe Dunăre, în loc să ducă pe mal oamenii care le-au fost încredințați pentru execuție. Din relatarea lui Szabó reiese clar că doamna Büky a încercat să vorbească cu subofițerul care conducea execuțiile, i-a spus cine este soțul ei și a enumerat pe nume câțiva ofițeri maghiari. Acesta a dus-o pe femeie într-o casă abandonată din apropiere pentru a-i clarifica situația, unde ar fi violat-o, apoi a dus-o înapoi la deținuți și a forțat-o să mărturisească că este evreică sau cetnică. Deși doamna Büky s-ar fi putut alinia la capătul coloanei, s-a așezat lângă Edith și a fost împușcată la copcă împreună cu celelalte două femei. Câteva minute mai târziu, locotenent-colonelul Kászoni a sosit cu ordinul de a se opri execuțiile. Caporalul Dorner sugerează ca oamenii rămași să fie executați pentru că au văzut prea multe. Kászoni îl pălmuiește înainte ca Dorner să poată scoată pistolul și Kászoni îl împușcă. Între timp, maiorul Büky se confruntă cu dispariția celor trei femei de la locul cazării și după ce nu le găsește nicăieri, se complace în convingerea că au fost luate ostatice de germani.
Maiorul Büky îl doboară pe Szabó în închisoare când ajunge la partea din povestea sa în care cele trei femei sunt împușcate și cad în Dunăre. Atât Büky, cât și Szabó sunt scoși din celulă. Filmul se termină cu Tarpataki plimbându-se nervos în celulă, în timp ce Pozdor, care anterior exprimase credința că ungurii au acționat în mod legitim împotriva sârbilor, deoarece i-a văzut pe soldații maghiari răniți și bandajați în prezentarea la ședința colonelului Grassy spunâduli-se că cetnicii se pregăteau să omoare pe toți soldații și jandarmii maghiari. Pozdor mai este curios să știe cum au reușit să identifice numărul și vârsta celor executați, că sub gheață au fost 3309 morți iar după topirea ghețurilor pe Dunăre, 299.

## Distribuție
- Zoltán Latinovits – maiorul Büky
- Gyula Benkő – locotenent colonelul
- Iván Darvas – locotenentul Tarpataki
- Ádám Szirtes – caporalul Szabó
- Tibor Szilágyi – sergentul Pozdor
- Margit Bara – Roza Büky
- István Avar – caporalul Dorner
- Károly Kovács – colonelul Ballay
- Lajos Őze – locotenentul major Sándor Képíró
- Tamás Major – colonelul József Grassy
- János Zách – general locotenent Feketehalmy-Czeydner
- Gyula Benkő – locotenent colonel Kászoni
- András Ambrus – ordonanța lui Büky
- István Bujtor – Kázmér Nagy
- Gábor Koncz – Zsarko
- Tibor Molnár – comandantul închisorii
- Erzsi Simor – doamna Ballay
- Éva Vass – Edit
- János Koltai – Adolf Gottlieb
- Antal Farkas – sergentul de la copcă
- László Inke – un maior
- Teri Horváth – casierița
- Irén Psota – Betti
- Mari Szemes – Milena

## Premii și nominalizări
- 1966 Festivalul de Film de la Karlovy Vary[3]
  - Marele Premiu - Globul de Cristal pentru cel mai bun lungmetraj
  - premiul Federației Internaționale a Criticilor de Film
- 1967 Revista maghiară a filmelor de lungmetraj
  - cel mai bun film
  - cel mai bun actor: (Ádám Szirtes)

## Literatură
- Cseres, Tibor, Zile geroase, București, 1967: Editura Pentru Literatură Universală, p. 202;